# Département de Goudiry
Le département de Goudiry est l'un des 46 départements du Sénégal. Il est situé dans la région de Tambacounda. Djimo Souaré est le président du conseil départemental de Goudiry.
La communauté rurale de Goudiry – qui faisait partie du département de Bakel – a été érigée en département par un décret du 10 juillet 2008 et rattachée à la région de Tambacounda.
Son chef-lieu est Goudiry.
Ses arrondissements sont :
- Arrondissement de Bala, qui faisait auparavant partie du département de Bakel
- Arrondissement de Boynguel Bamba, créé en 2008
- Arrondissement de Dianké Makha, créé en 2008
- Arrondissement de Koulor, créé en 2008

Les localités ayant le statut de commune sont :
- Goudiry, créée en 2008
- Kothiary (2008)

Bala commune en 2008